# 新三河タイムス
『新三河タイムス』（しんみかわタイムス）は、愛知県豊田市に本社を置く株式会社新三河タイムス社によって発行される新聞（地域紙）。1951年（昭和26年）創刊。毎週木曜発行の週刊紙。豊田市とみよし市の情報を扱っている。

## 歴史

### 加茂タイムス

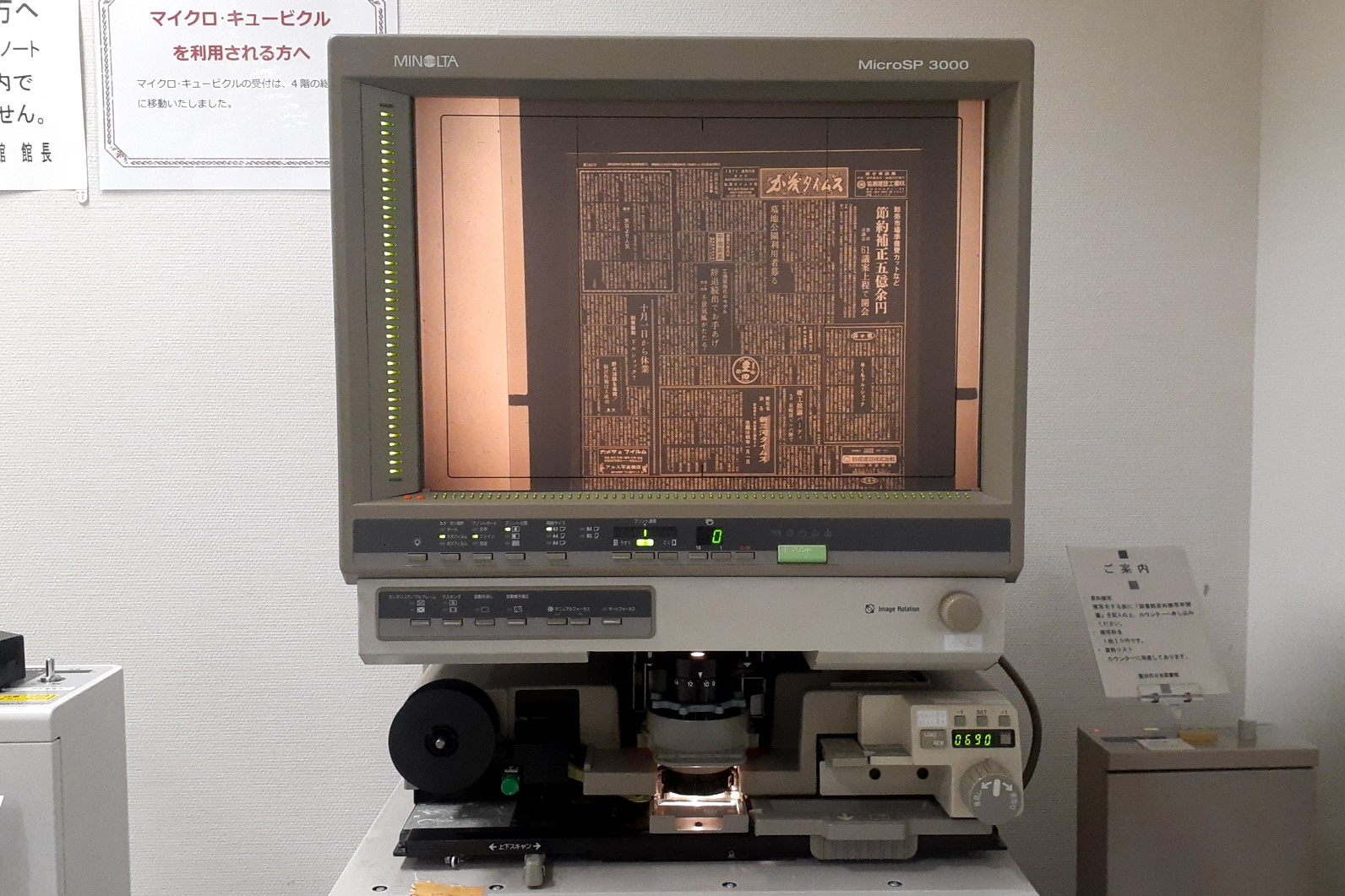
豊田市中央図書館で閲覧中の加茂タイムスのマイクロフィルム

1951年（昭和26年）5月、愛知県挙母市（現・豊田市）で『民報』として創刊された。題字は挙母市初代市長の渡辺釟吉。当初は中澤志磨治の個人発行物のような形であり、挙母市若宮町6丁目の愛知県営住宅から発行された。同年3月1日には西加茂郡挙母町が市制施行して挙母市が発足しているが、この時の挙母市には『加茂時報』、『挙母タイムス』、『三河時事新報』、『加茂ニュース』、『三州新聞』などもひしめきあっていた。
創刊後には『加茂民衆新聞』、『加茂タイムス』と名を変えたが、常に題字は渡辺釟吉が担当した。1972年（昭和47年）までは豊田市・西加茂郡・東加茂郡を販売エリアとしていた。論調としては政治的中立を掲げ、豊田市政の民主化や地域住民の幸せを基調に置いた。

### 新三河タイムス
1971年（昭和46年）の創刊20周年を機に、刈谷市・知立市・安城市への本格的な進出を開始するべく、1971年（昭和46年）6月から8月には『加茂タイムス』に代わる新紙名を公募した。263通の中で『西三タイムス』や『三河タイムス』の応募数が多かったが、編集部による協議によって『新三河タイムス』に決定した。1972年（昭和47年）1月1日、正式に『新三河タイムス』に紙名を変更した。題字は書家の堀田翠堂が担当し、デザインは豊田市在住の彫刻家である安藤菊男が担当した。
新三河タイムスの記者だった新見幾男は、1984年（昭和59年）に新三河タイムスのライバル紙となる『矢作新報』（矢作新報社）を創刊した。
1985年（昭和60年）9月の豊田市議会では、豊田市土地開発公社が異常な高値で土地を購入したとして日本共産党の外山正孝市議が同公社を追求した。1987年（昭和62年）11月20日には豊田市社会部長が逮捕され、11月21日から豊田市役所の一斉捜索が行われるほどの大事件（万灯山事件）となったが、当初から万灯山事件を大きく取り上げたのは新三河タイムスのみだった。新三河タイムスは事件に西山孝市長が深く関与していることを明らかにし、行政・議会・地元権力者の癒着をあらわにした。
1990年（平成2年）には豊田市西町に新たな社屋が完成した。
元豊田市議会議員の渡久地政司が代表取締役社長を務めたのち、三洋グループ会長の田辺雅彦が引き継いだ。

## 事業所
本社所在地
- 471-0025：愛知県豊田市西町4-26-3